# Pure BS
Pure BS è il quarto album in studio del cantante country statunitense Blake Shelton, pubblicato il 1º maggio 2007.

## Tracce
1. This Can't Be Good – 3:32
2. Don't Make Me – 4:07
3. The More I Drink – 3:37
4. I Don't Care – 3:52
5. She Don't Love Me – 3:03
6. Back There Again – 4:17
7. It Ain't Easy Bein' Me – 3:19
8. What I Wouldn't Give – 4:22
9. I Have Been Lonely – 3:15
10. She Can't Get That – 3:45
11. The Last Country Song (featuring John Anderson e George Jones) – 3:23

Tracce bonus dell'edizione deluxe
1. Chances – 3:52
2. I Can't Walk Away – 3:41
3. Home (Michael Bublé cover) – 3:50